# Thaiderces peterjaegeri
Espèce
Thaiderces peterjaegeri est une espèce d'araignées aranéomorphes de la famille des Psilodercidae.

## Distribution
Cette espèce est endémique de l'État Chin en Birmanie,. Elle se rencontre dans le parc national du Nat Ma Taung.

## Description
Le mâle holotype mesure 1,87 mm.

## Étymologie
Cette espèce est nommée en l'honneur de Peter Jäger.

## Publication originale
- Chang & Li, 2019 : Fourteen new species of the spider genus Thaiderces from Southeast Asia (Araneae, Psilodercidae). ZooKeys, no 869, p. 103-146 (texte intégral).